# Gale Sondergaard
Edith Holm "Gale" Sondergaard (15 de febrer del 1899, Litchfield (Minnesota) - 14 d'agost de 1985, Woodland Hills, Califòrnia) va ser una actriu estatunidenca d'origen danès. Va ser l'esposa del director Herbert Biberman, autor de la pel·lícula social La sal de la terra (1954). Va debutar com a actriu en el cinema, el 1936, amb Anthony Adverse, de Mervyn LeRoy. Hi va obtenir d'entrada un Oscar a la millor actriu secundària.
En els anys 1950, com el seu marit Herbert Biberman, acusat de comunisme, va ser una de les víctimes del maccarthisme i inscrita en la llista negra del cinema, d'aquí el forat visible en la seva filmografia. Va reaparèixer, després d'anys d'absència, a l'última pel·lícula del seu company Herbert Biberman Slaves el 1969.

## Filmografia
- 1936: Anthony Adverse: Faith Paleologus
- 1937: Maid of Salem: Martha Harding
- 1937: Seventh Heaven: Nana, la germana de Diane
- 1937: The Life of Emile Zola: Lucie Dreyfus
- 1938: Lord Jeff: Doris Clandon
- 1938: Dramatic School: Madame Therese Charlot
- 1939: Never Say Die: Juno Marko
- 1939: Juarez: Empress Eugenie
- 1939: Sons of Liberty (curt): Rachel Salomon
- 1939: The Cat and the Canary: Miss Lu
- 1939: The Llano Kid: Lora Travers
- 1940: The Blue Bird: Tylette (el gat)
- 1940: The Mark of Zorro: Inez Quintero
- 1940: La carta (The Letter): Mrs. Hammond
- 1941: The Black Cat: Abigail Doone
- 1941: Paris Calling: Colette
- 1942: My Favorite Blonde: Madame Stephanie Runick
- 1942: Enemy Agents Meet Ellery Queen: Mrs. Van Dorn
- 1943: A Night to Remember: Mrs. Devoe
- 1943: Appointment in Berlin: Gretta Van Leyden
- 1943: Isle of Forgotten Sins: Marge Willison
- 1943: The Strange Death of Adolf Hitler: Anna Huber
- 1943: Crazy House: Cameo
- 1944: The Spider Woman: Adrea Spedding
- 1944: Christmas Holiday: Mrs. Monette
- 1944: The Invisible Man's Revenge: Lady Irene Herrick
- 1944: Gypsy Wildcat: Rhoda
- 1944: The Climax: Luise
- 1944: Enter Arsene Lupin: Bessie Seagrave
- 1946: The Spider Woman Strikes Back: Zenobia Dollard
- 1946: A Night in Paradise: Attosa
- 1946: Anna i el rei de Siam (Anna and the King of Siam): Lady Thiang
- 1946: The Time of Their Lives: Emily
- 1947: Pirates of Monterey: Señorita De Sola
- 1947: Road to Rio: Catherine Vail
- 1949: East Side, West Side: Nora Kernan
- 1969: Savage Intruder: Leslie
- 1969: Slaves: New Orleans lady
- 1970: Tango (TV)
- 1970: The Best of Everything (sèrie TV): Amanda Key (1970)
- 1973: The Cat Creature (TV): Hester Black
- 1976: The Return of a Man Called Horse: Elk Woman
- 1976: Pleasantville: Ora
- 1978: Centennial (fulletó TV): Tia Agusta
- 1983: Echoes: Mrs. Edmunds

## Premis
- Oscar a la millor actriu secundària per a la pel·lícula Anthony Advers de Mervyn LeRoy.